# Ngoni (pueblo)
Los ngoni (plural angoni, también conocidos como abangoni, mangoni, wangoni)  son originarios de África del sur, donde vivieron a lo largo de las zonas costeras de Natal, El Cabo y Transvaal sudoriental. Caracterizados por constituir jefaturas poderosas, centralizadas y gran parte de su ritual estaba dirigido a la monarquía, implementaron las técnicas militares Zulúes y así obtuvieron la reputación de feroces guerreros.
Pertenecen al grupo étnico nguni de la rama tekela. Son agricultores y criadores de ganado.

## Idioma
La mayoría de los ngoni hablan nyanja, pero en Malaui central algunos hablan chewa, que pertenecen a las lenguas bantúes (denominadas de esta forma por Wilhelm Bleek (1827-75), que significa "personas" ba-ntu en la forma plural y en el singular sería mu-ntu) y otros una de las lenguas habladas en Malaui y Zambia, denominada natalmente chitumbuka y reconocido como idioma tumbuka.

## Historia
Con las agitaciones del siglo XIX en el sudeste de África, los ngoni huyeron al norte. El grupo conducido por el jefe Soshangane fundó en Mozambique meridional la llamada dinastía Gaza y en 1850 vencieron el territorio comprendido entre el río Incomati y el Río Zambeze. De 1832 a 1895 combatieron contra gobernantes portugueses, hasta que fueron conquistados por estos. Más tarde y gracias a su reputación de feroces guerreros fueron usados como mercenarios.
Cuando llegan a Zambia y Malaui en una migración en masa dirigida por el jefe Zwangendaba y después de su muerte alcanzaron la zona de lo que ahora se conoce como la frontera entre Malaui y Tanzania. En consecuencia de su sucesión, se produjo el conflicto que más adelante trajo la migración de varios grupos, Uno de ellos hacia el norte, otro hacia el oeste y el otro hacia el este, estableciéndose en el Lago Malaui.
Alrededor del año 1850 se instalaron en tierras pertenecientes al clan Bemba, sin embargo en 1870 fueron derrotados por ellos, como resultado deciden el traslado inminente a Malaui para así unirse al pueblo ngoni que ya vivía allí. En 1860 alcanzaron el territorio de los nsenga y realizaron varios intentos de tomar el poder en el próspero reino chewa, consiguiéndolo en el año de 1880. Debido al cruce con los chewa, los ngoni adoptaron la mayor parte de sus costumbres culturales y sociales, incluyendo la lengua. En 1898 los ngoni de Zambia fueron conquistados por los británicos y un jefe de la población fue designado como gobernador administrativo de la región.

## Cultura

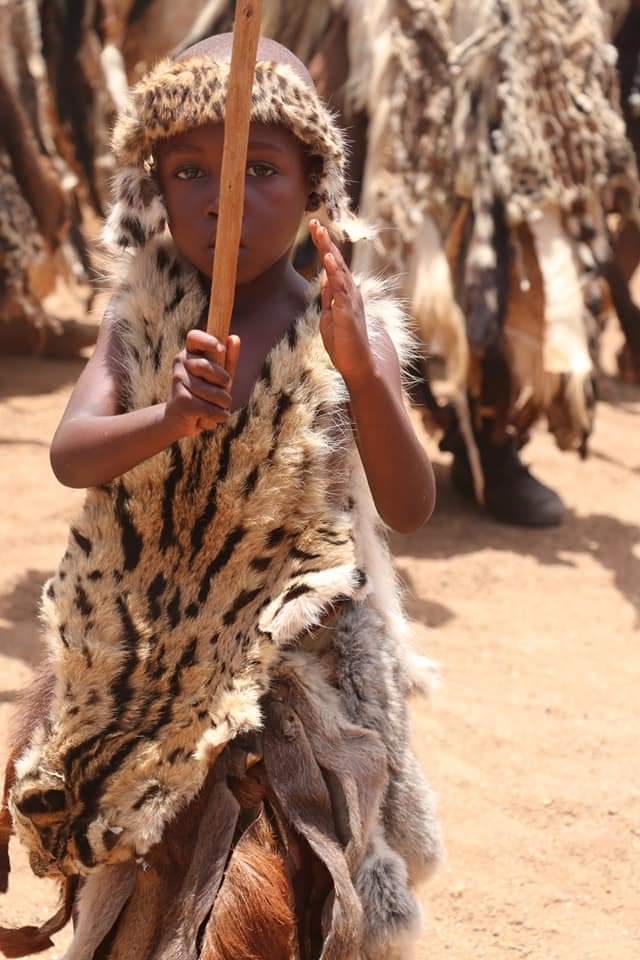
Niño Ngoni de Zambia

Pertenecen a la agrupación cultural-lingüística de miembros habla bantú bautizada nguni, junto con los swazi, zulúes, xhosa y ndebele (matabele). El pueblo Ngoni tuvo una gran característica en cuanto a que su sistema de gobierno demandaba un rango de mando muy fuerte, totalitario, militarista y monárquico. Usaban la agrupación por ciudades en un intento de unificar los poblados. Comúnmente, eran reconocidos por ser duros batalladores usando las destrezas bélicas de los Zulués. Fueron conocidos por la aprensión hacia los portugueses hasta finales del siglo XIX cuando fueron conquistados.
Cuando los ngoni huyen hacia el norte de África y durante su traslado absorben algunos elementos étnicos. Los ngoni de soshangana se mezclan con los pueblos derrotados tonga y chopi, esto diluye su carácter étnico y distintivo. Las jefaturas ngoni de Malaui central y meridional, fue resultado de otras movilizaciones de grupos ngoni que buscaron establecer nuevos gobiernos. Como consecuencia de los múltiples matrimonios mixtos con los chewa, la mayoría del pueblo que se asentó en el gran reino Chewa, adoptó sus costumbres culturales y sociales, inclusive el lenguaje. 
El grupo conocido como los ngoni "Mchingi", viven predominantemente en poblados con gobernación chewa. Existen pocas aldeas definidas ngoni, gracias a esto la pérdida de su cultura se ha hecho evidente.

## Religión
La mayor parte del pueblo ngoni practicaba religiones tradicionales, trasmitidas oralmente por generaciones. Sin embargo en la actualidad muchos otros pertenecen a la religión cristiana